# Chisato Moritaka
Chisato Moritaka (森高 千里) (Ibaraki, 11 de abril de 1969) é uma cantora, compositora, letrista, baterista, guitarrista, baixista e tecladista japonesa.

## Biografia
Chisato Moritaka nasceu em Ibaraki, Osaka e foi criada na província  Kumamoto, localizada na ilha de Kyushu, no Japão. Despontou no mundo do entretenimento em 1986, fazendo propaganda da "Pocari Sweat Image Girl Contest".
Sua carreira de cantora iniciou-se em maio de 1987, com o lançamento de seu primeiro álbum, New Season, ficou conhecida como a "Rainha da Dança". Diferente de outras idols cantoras, escrevia as letras e algumas músicas de seus álbuns, além de tocar bateria na maioria das faixas, bem como guitarra, baixo, flauta doce e teclado eletrônico. Seus jingles publicitários foram sucesso em meados da década de 1990, principalmente em comerciais de televisão. Fez várias aparições em jogos e shows de talentos japoneses. Com doze anos de carreira, já tinha lançado dezessete álbuns e criado uma base de fãs devotados. Ela também colaborou com algumas obras de Haruomi Hosono.
Depois de um hiato de oito anos da vida pública, Moritaka gravou uma canção produzida pela Nissan para um comercial de automóvel no início de 2007. Também voltou a fazer apresentações públicas no final de 2012, lançando um concerto de seu 25º aniversário em DVD e estreando seu próprio canal no YouTube, que contou com dois vídeos promocionais de seus hits, bem como versões regravadas.
É casada com o ator Yōsuke Eguchi, com quem tem um filho e uma filha.

## Álbuns
| Álbum                                                       | Lançamento              | Melhor posição na Oricon |
| ----------------------------------------------------------- | ----------------------- | ------------------------ |
| New Season                                                  | 25 de julho de 1987     |                          |
| Mīhā (ミーハー)                                             | 25 de março de 1988     | 12                       |
| Romantic (ロマンティック)                                   | 10 de julho de 1988     | 14                       |
| Mite (見て)                                                 | 17 de novembro de 1988  | 5                        |
| Hijitsuryokuha Sengen (非実力派宣言)                        | 25 de julho de 1989     | 2                        |
| Moritaka Land (森高ランド) Compilação                       | 10 de dezembro de 1989  | 2                        |
| Kokon Tozai (古今東西)                                      | 17 de outubro de 1990   | 1                        |
| The Moritaka (ザ・森高) Compilação de Remixes               | 10 de julho de 1991     | 2                        |
| Rock Alive                                                  | 25 de março de 1992     | 3                        |
| Pepperland (ペパーランド)                                   | 18 de novembro de 1992  | 5                        |
| Lucky 7                                                     | 10 de maio de 1993      | 3                        |
| Step by Step                                                | 25 de julho de 1994     | 3                        |
| Do the Best Compilação                                      | 25 de março de 1995     | 2                        |
| Taiyo                                                       | 15 de julho de 1996     | 3                        |
| Peachberry                                                  | 16 de julho de 1997     | 4                        |
| Kotoshi no Natsu wa More Better (今年の夏はモアベター)      | 21 de maio de 1998      | 10                       |
| Sava Sava                                                   | 9 de setembro de 1998   | 7                        |
| The Best Selection of First Moritaka (1987–1993) Compilação | 15 de fevereiro de 1999 | 6                        |
| Mix Age Compilação de Remixes                               | 3 de novembro de 1999   | 30                       |
| Harvest Time                                                | 27 de novembro de 1999  | 82                       |
| My Favorites Compilação                                     | 26 de novembro de 2004  | 63                       |

## Covers por outros artistas
Em 2004, a canção "Watarasebashi" de Chisato Moritaka, foi interpretada por Aya Matsuura, integrante da coleção de artistas (ídolos) do Hello! Project e lançada como seu 15º single.
Em 2006, a cantora Natsumi Abe reinterpretou seu hit de 1988, "Za Sutoresu".
Em 2013, o grupo °C-ute regravou as canções "Kono Machi", "Ame", e "Hae Otoko" de Chisato Moritaka. As canções foram lançadas no single "Kono Machi" em 6 de fevereiro de 2013.
Em 2003, a canção "Ame" de Chisato Moritaka foi lançado como o primeiro single por Yui Ichikawa.
Em 2016, a canção " Watashi ga Obasan ni Natte mo", foi interpretada pelo grupo integrante do Hello! Project, Tsubaki Factory.